# إيلايزا كينيدي سميث
تُعرف إيلايزا كينيدي سميث (11 ديسمبر، 1889 – 23 أكتوبر، 1964)، أيضًا باسم السيدة. ر. تمبلتون سميث. كانت من مناصري حق المرأة في الاقتراع، وناشطة مدنية ومصلحة حكومية أمريكية، من القرن العشرين في بيتسبرغ، بنسيلفانيا. وصفتها صحيفة بيتسبرغ برس إثر وفاتها في عام 1964، بأنها «مراقبة عنيدة وصارمة لزمام الإنفاق المالي في المدينة» والتي «ربما حضرت جلسات موازنة على مر السنين أكثر من أي شخص آخر في بيتسبرغ سواء داخل الحكومة أو خارجها».
ساهمت إيلايزا، بالشراكة مع شقيقتها لوسي كينيدي ميلر (1962-1880) وكل من جيني برادلي روسينج وماري إي. باكويل وهانا ج. باترسون وماري فلين لورانس خلال أوائل القرن العشرين، في تأسيس اتحاد مقاطعة أليغيني للمساواة في الحقوق (سمي لاحقًا باتحاد حق الامتياز المتساوي في غرب بنسيلفانيا ثم رابطة النساء الناخبات في مقاطعة أليغيني). عُينت إيلايزا رئيسة رابطة النساء الناخبات في مقاطعة أليغيني، وشغلت هذا المنصب منذ أوائل عشرينيات القرن الماضي حتى وفاتها في عام 1964.
بالإضافة إلى ذلك، تعاونت إيلايزا مع شقيقتها لوسي كينيدي ميلر للكشف عن فساد حكومة مدينة بيتسبرغ. نتج عن التحقيق الذي أجرته الشقيقتان، توجيه اتهام إلى العمدة تشارلز إتش كلاين من قبل هيئة المحلفين الكبرى في 48 تهمة تتعلق بالمخالفات، وإدانته لاحقًا في عام 1932، الأمر الذي أدى إلى الحكم عليه بالسجن لمدة ستة أشهر.

## السنوات التأسيسية
ولدت إيلايزا كينيدي باسم إيلايزا جين كينيدي في 11 ديسمبر من عام 1889، في لاتروب، بنسيلفانيا، وكانت ابنة الناشطَين في مجال حقوق المرأة والمدافعَين عن حقها في الاقتراع، جيني إي. (برينمان) كينيدي (1930-1852) وجوليان كينيدي (1932-1852)، وهي شقيقة: لوسي كينيدي ميلر (1962-1880)، مؤيدة أمريكية بارزة لحق المرأة في الاقتراع في القرن العشرين، أصبحت أول رئيسة لرابطة النساء الناخبات في بنسيلفانيا؛ وجوزيف ووكر كينيدي (1950-1884)؛ وجوليان كينيدي (1955-1886)؛ وهيو تروسديل كينيدي (1989-1888)؛ وتوماس ووكر كينيدي (1922-1894). غادر والداها عائلة كينيدي إلى بيتسبرغ عندما كانت إيلايزا في الثالثة من عمرها.
تخرجت إيلايزا في عام 1908 من مدرسة وينشستر ثورستون في بيتسبرغ، ودرست الاقتصاد والعلوم السياسية في كلية فاسار، لتتخرج منها في عام 1912.
كانت إيلايزا الملازمة الوحيدة لشقيقتها لوسي في 1 مايو من عام 1907، عندما تزوجت الأخيرة من جون أوليفر ميلر. أقيم حفل الزفاف في منزل عائلة كينيدي في «شارع فوربس، بالقرب من ميردوك» في بيتسبرغ، وترأسه «القس الدكتور ويليام ج. ريد، كاهن الكنيسة المشيخية الأولى». مثّل أخوتها الثلاثة ج. ج. كينيدي وجوليان كينيدي الأصغر وتوماس ووكر كينيدي دور الوكلاء السبعة للعريس.
في عام 1915، أعلن والدا إيلايزا خطوبتها على ريموند تمبلتون سميث (1967-1888)، وهو خريج جامعة كورنيل، أصبح فيما بعد نائب الرئيس التنفيذي لشركة بيتسبرغ للفحم. تحوّل حفل الخطوبة الذي أقيم في منزل عائلتها في 17 مايو من ذلك العام، إلى ليلة مناصرة لحق المرأة في الاقتراع عندما كانت أختها لوسي كينيدي ميلر، «رئيسة اتحاد حق الامتياز في بيتسبرغ... ودعي العديد من الضيوف إلى إلقاء خطب موجزة حول هذا الموضوع». تزوجت إيلايزا من ريموند تمبلتون سميث في وقت لاحق من ذلك العام؛ وأنجبا فيما بعد تمبلتون سميث (2007-1919)، الذي ولد في 19 أغسطس في عام 1919، وأصبح أحد أوائل محاميي البيئة في أمريكا؛ وكينيدي سميث (1922-1996)، الذي ولد في بيتسبرغ في 12 يوليو في عام 1922.

## مناصرة حقوق المرأة وحق الاقتراع
في وقتٍ ما نحو عام 1910، شاركت كل من إيلايزا كينيندي وشقيقتها لوسي كينيدي ميلر ووالدتهما جيني إي. كينيدي في تدريب لمناصرة حق المرأة في الاقتراع، مقام في مدرسة ما بإدارة كاري تشابمان كات. ثم لعب الثلاثي أدوارًا فاعلة في حركة الاقتراع على مستوى المدينة والمقاطعة والولاية، وشاركن في مسيرات تأييد حق الاقتراع واستضفن فعاليات للنساء الشابات، وشكلن فريق ضغط على المشرّعين في الولاية للمصادقة على التعديل التاسع عشر لدستور الولايات المتحدة الأمريكية.